# Marruecos en los Juegos Paralímpicos de Pekín 2008
Marruecos estuvo representado en los Juegos Paralímpicos de Pekín 2008 por un total de 18 deportistas, 12 hombres y seis mujeres.

## Medallistas
El equipo paralímpico marroquí obtuvo las siguientes medallas:
| Nombre           | Deporte   | Evento               |
| ---------------- | --------- | -------------------- |
| Oro              |           |                      |
| Sanaa Benhama    | Atletismo | 100 m T13 femenino   |
| Sanaa Benhama    | Atletismo | 200 m T13 femenino   |
| Sanaa Benhama    | Atletismo | 400 m T13 femenino   |
| Abdalá Mam       | Atletismo | 800 m T13 masculino  |
| Plata            |           |                      |
| Yusef Benibrahim | Atletismo | 5000 m T13 masculino |
| Bronce           |           |                      |
| Nayat El-Garaa   | Atletismo | Disco F40 femenino   |
| Laila El-Garaa   | Atletismo | Peso F40 femenino    |